# Einstein pe plajă
Einstein pe plajă (conform titlului original din engleză, Einstein on the Beach) este o operă compusă de compozitorul american minimalist Philip Glass, respectiv pusă în scenă și regizată de producătorul de teatru Robert Wilson.
Premiera operei a avut loc pe data de 25 iulie 1976, la festivalul din Avignon, Franța.
Deși Glass descrie compoziția sa ca fiind o "operă în patru acte, pentru ansamblu, cor și soliști", lucrarea lirică Einstein pe plajă este de fapt o operă într-un act, a cărei reprezentare durează aproape 5 ore, fără pauze. Dată fiind durata spectacolului, publicul este liber să intre și să iasă din sală oricând dorește.